# Наварро, Фран
Франсиско Хосе Наварро Алиага (исп. Francisco José Navarro Aliaga; род. 3 февраля 1998, Валенсия) — испанский футболист, нападающий клуба «Порту», выступающий на правах аренды в клубе «Брага».

## Клубная карьера
Наварро — воспитанник клубов «Леванте» и «Валенсия». В 2015 году для получения игровой практики он начал выступать за дублирующую команду последнего. Летом 2019 года Наварро на правах аренды перешёл в бельгийский «Локерен». 11 августа в матче против «Ломмела» он дебютировал во Втором дивизионе Бельгии. 5 октября в поединке против «Ауд-Хеверле Лёвен» Фран забил свой первый гол за «Локерен».
Летом 2021 года Наварро на правах свободного агента подписал контракт на три года с португальским «Жил Висенте». 9 августа в матче против «Боавишты» он дебютировал в Сангриш-лиге. В этом поединке Фран сделал «дубль», забив свои первые голы за «Жил Висенте».
В июле 2023 года Наварро подписал пятилетний контракт с клубом «Порту».
1 января 2024 года Наварро отправился в аренду в клуб греческой Суперлиги «Олимпиакос» до конца сезона 2023/24. По сообщениям прессы сделка включала опцион на выкуп за 7,5 млн евро.

## Карьера в сборной
В 2015 году Наварро попал в заявку юношеской сборной Испании на участие в юношеском чемпионате Европы в Болгарии. На турнире он сыграл в матчах против сборных Австрии, Болгарии, Хорватии и Германии.